# 索羅丘科區

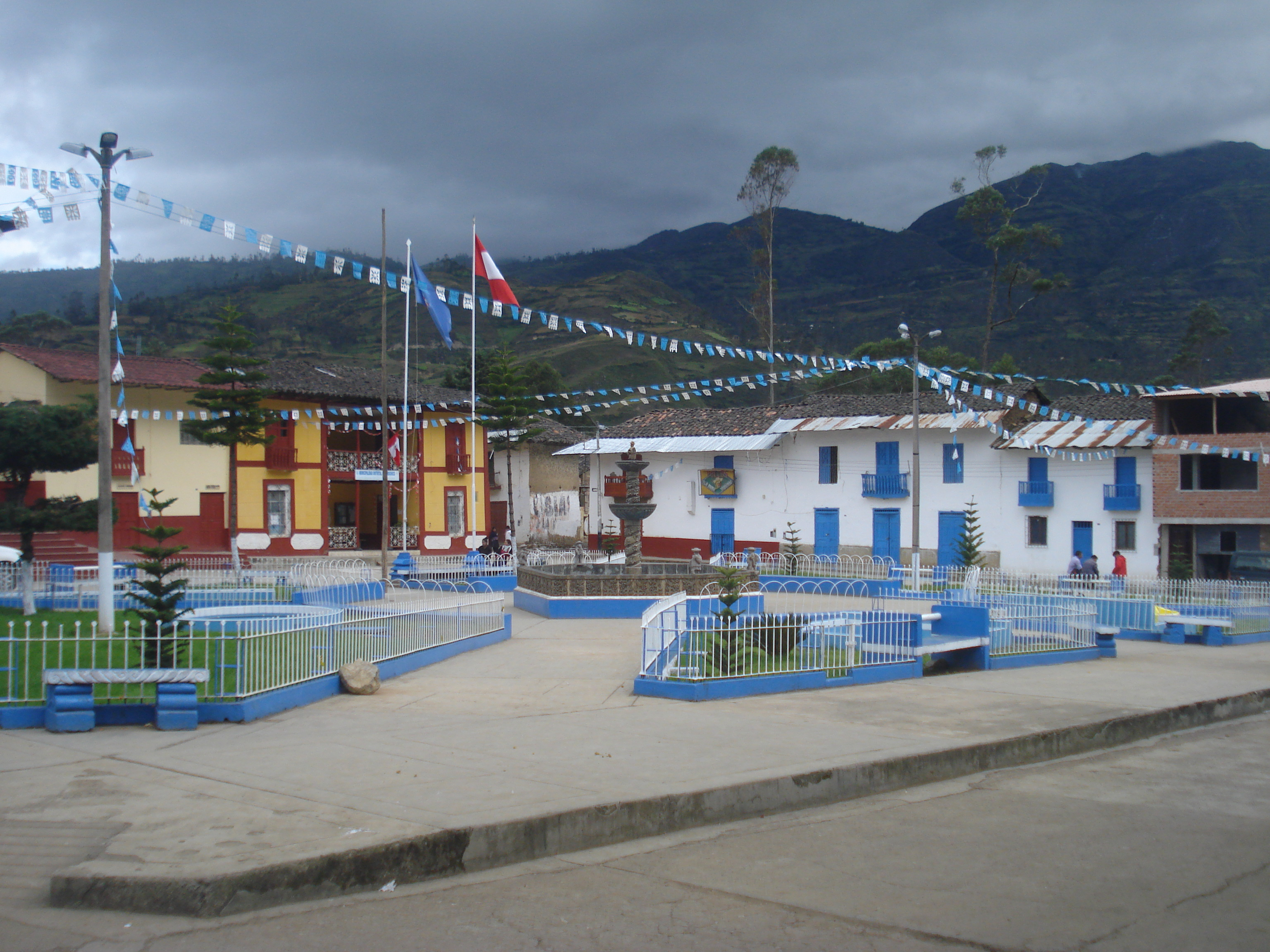

6°54′43″S 78°15′15″W / 6.9120°S 78.2541°W
索羅丘科區（西班牙語：Distrito de Sorochuco），是秘魯的一個區，位於該國北部卡哈馬卡大區的塞倫丁省，面積170平方公里，海拔高度2,540米，2005年人口10,216，人口密度每平方公里60人。